# Camp Croft
Camp Croft es un lugar designado por el censo ubicado en el condado de Spartanburg en el estado estadounidense de Carolina del Sur. En el Censo de 2020 tenía una población de 2110 habitantes y una densidad poblacional de 306,69 habitantes por km². Fue incluido como CDP en el censo de 2020.

## Geografía
Camp Croft se encuentra ubicado en las coordenadas 34°54′40″N 81°51′41″O / 34.91111, -81.86139. Según la Oficina del Censo de los Estados Unidos,  tiene una superficie total de 6,88 km², de la cual 6,86 km² corresponden a tierra firme y 0,02 km² a agua..